# José Luis Salgado
José Luis Salgado Gómez (ur. 3 kwietnia 1966 w Meksyku) – były meksykański piłkarz grający na pozycji obrońcy, obecnie trener.

## Kariera sportowa
Uczestnik Mundialu 1994 w USA. Podczas swojej kariery piłkarskiej grał między innymi w Pumas UNAM, Tecos UAG oraz w Club América.